# デルゲル・ブカ
デルゲル・ブカ（モンゴル語: Delger buqa, 中国語: 迭里哥児不花、生没年不詳）は、晋王カマラの三男で、モンゴル帝国の皇族。『元史』などの漢文史料では迭里哥児不花（diélǐgēér búhuā）、『集史』などのペルシア語史料ではدلگربوقا(delger būqā)と記される。

## 概要
第5代皇帝のセチェン・カアン（世祖クビライ）の孫のカマラの三男として生まれた。兄弟にはスンシャン（松山）、イェスン・テムル（後の泰定帝）らがいる。カマラはクビライの治世の後半からノムガンの後継者としてモンゴル高原の統治を委ねられており、デルゲル・ブカもまたモンゴル高原に駐屯していたのではないかと考えられている。
大徳11年（1307年）、オルジェイトゥ・カアン（成宗テムル）が死去するとカマラとともにモンゴル高原に駐屯していたカイシャンが大軍団を率いて南下し、クルク・カアン（武宗）として即位した。クルク・カアンはカイドゥ・ウルスとの戦いのためモンゴル高原に駐屯していた王族を厚遇し、カサル家のバブシャ、カチウン家のドレネ、デルゲル・ブカには新たな王号が与えられ、以後デルゲル・ブカは北寧王と号するようになる。また、その一カ月後には金350両・銀3700両が与えられた。
しかし、王族に対する「ばらまき」政策が反発を呼んだためか、至大4年（1311年）に弟のアユルバルワダが事実上のクーデターを起こし、クルク・カアンは急死してアユルバルワダがブヤント・カアン（仁宗）として即位した。ブヤント・カアンの即位直後、同年4月にデルゲル・ブカは湘郷州・寧郷県の6万5千戸を投下領として与えられ、この投下領にちなんで王号も「北寧王」から「湘寧王」と改められた。また、同年6月には王傅を設置し、7月には鈔3万2千錠を与えられた。
また、皇慶2年（1313年）にはアスト軍団を率いるチェリクが湘寧王デルゲル・ブカに従って「北征」した功績を称えられたとの記録があり、デルゲル・ブカはブヤント・カアンの治世にも引き続きモンゴル高原方面に駐屯していたようである。延祐3年（1316年）には金350両・銀1200両・鈔3200錠・幣帛を与えられたが、これ以後デルゲル・ブカに関する記録は見られなくなり、間もなく子のバラシリに代替わりしたようである。

## 晋王カマラ家
- セチェン・カアン（世祖クビライ）(Qubilai Qaγan ＞忽必烈/hūbìliè, قوبيلاى/Qūbīlāī)
  - 皇太子チンキム(Činkim ＞真金/zhēnjīn, چيم كيم/Chīm kīm)
    - 晋王カマラ(Kammala ＞甘麻剌/gānmálá, كملا/Kamalā)
      - イェスン・テムル・カアン（泰定帝）(Yesün Temür ＞也孫鉄木児/yěsūn tiěmùér, ییسون تیمور/Yīsūn tīmūr)
        - ラキパク・カアン（天順帝）(Razibaγ ＞阿吉里八/ājílǐbā)
        - 晋王パドマギャルポ(Padmargyal po ＞八的麻亦児間卜/bādemáyìérjiānbo)
        - ソセ太子(Söse ＞小薛/xiǎoxuē)
        - ヨンダン・ジャンボ太子(Yondan zhangbu ＞允丹蔵卜/yǔndān zàngbo)

      - 梁王スンシャン(Sungšan ＞松山/sōngshān, جونگشای/jūngšāī)
        - 梁王オンシャン(Ongšan ＞王禅/wángchán)
          - 雲南王テムル・ブカ(Temür buqa ＞帖木児不花/tiěmùérbúhuā)

      - 湘寧王デルゲル・ブカ(Delger buqa ＞迭里哥児不花/diélǐgēér búhuā, دلگربوقا/delger būqā)
        - 湘寧王バラシリ(Balaširi ＞八剌失里/bālàshīlǐ)